# Manoir de Caden
 (décembre 2010).
Le manoir de Caden est un manoir situé dans la commune française du Tour-du-Parc, dans le département du Morbihan.

## Historique
Le manoir est bâti entre les XIIIe et XVe siècles et cité pour la première fois en 1378. Au XVe siècle, le manoir était entre les mains de Michel Le Pennec († 1495),, anobli vers 1430. Ce dernier avait acquis en sus de celui de Caden, trois autres manoirs à Guérande et Assérac, dans la zone des marais salants de Rhuys.
La chapelle manoriale (XVe – XVIe siècle) fut la propriété d'officiers ducaux et, au XVIIe siècle, du gouverneur de Suscinio. La tour carrée fut ajoutée en 1641.
Cette demeure est aujourd'hui une propriété privée. Les jardins pouvaient se visiter à la fin des années 2021 et jusqu'en 2021.